# Rockefeller Center
Pour les articles homonymes, voir Rockefeller.
Le Rockefeller Center est un complexe commercial de New York, construit par la famille Rockefeller composé de dix-neuf bâtiments. 

## Situation et accès
Il est situé dans le quartier de Midtown, entre la 5e avenue et l'avenue des Amériques de l'arrondissement de Manhattan de la ville de New York. C'est à ce niveau que se trouvent les boutiques de luxe de New York. Il fut déclaré National Historic Landmark en 1987.
Le Rockefeller Center est composé de nombreux commerces et salles de spectacle, dont la réputation, comme celle du Radio City Music Hall, a franchi les frontières de la ville et du pays. Le complexe est une destination touristique, en raison des très nombreuses décorations de la Rockefeller Plaza, de la vue offerte par l'observatoire du Comcast Building, mais aussi grâce à de nombreux événements saisonniers comme la grande patinoire ou le sapin gigantesque qui rassemblent chaque année des milliers de personnes. 

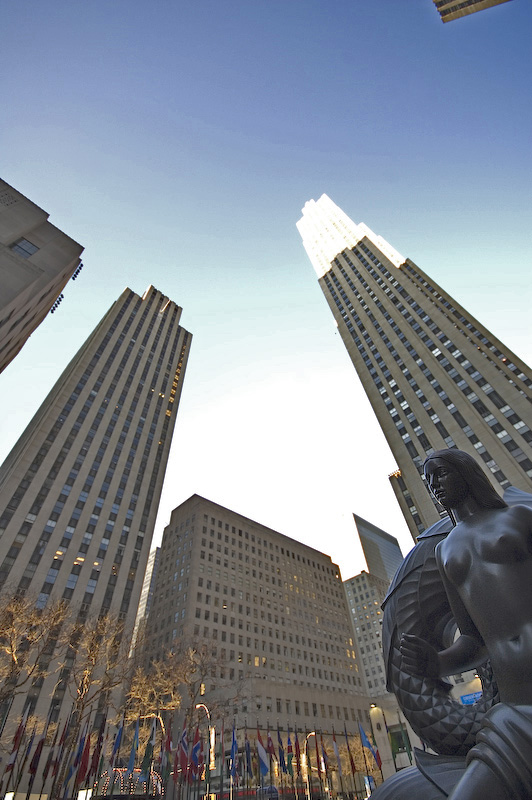
Rockefeller Center.

## Origine du nom
Son nom vient de la célèbre famille Rockefeller, et plus précisément de John Davison Rockefeller Junior, qui fut à l'origine du projet.

## Historique

### Le projet

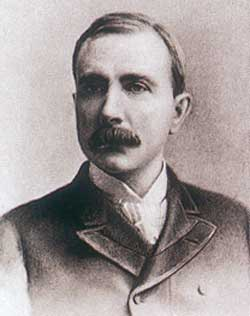
John Davison Rockefeller.

L'histoire du Rockefeller Center commença à la fin des années 1920 lorsque le magnat du pétrole, John Davison Rockefeller (1839-1937) décida de construire un complexe de bâtiments dans Midtown, son quartier. Rockefeller décida d'investir une partie de sa fortune dans des projets immobiliers, comme il l'avait déjà fait en finançant la construction de la Riverside Church à Morningside Heights. Le site retenu pour la construction, à l'emplacement du premier jardin botanique de New York de David Hosack, appartenait depuis 1814 à l’université Columbia. À l'abandon depuis une centaine d'années, le jardin était alors occupé par des logements à loyer modéré et des brownstones. Depuis le début des années 1920, il était décidé que le Rockefeller Center comprendrait un opéra et ses annexes.
John Davison Rockefeller, à l'origine du projet, ne vit pas l'achèvement des travaux qui se prolongèrent après sa mort en 1937. C'est en conséquence son fils et successeur, John Davison Rockefeller Junior (1874-1960) qui développa le projet entre 1929 et 1940. Il prit en charge sa réalisation en tant que seul et unique financier, sur la base d'un bail de 99 ans signé avec l'université Columbia.
Le complexe était conçu comme une « ville dans la ville » (« a city within a city »), une expression utilisée par le maire de New York en 1939. Pour la première fois dans l'histoire des villes, il était question d'élever un grand ensemble d'immeubles associant bureaux, commerces et équipements de loisirs. Le plan d'ensemble devait être symétrique, selon les préceptes du courant d'urbanisme City Beautiful et sous l'influence du style Beaux-Arts. L'architecture des bâtiments et les sculptures prévues reprenaient cependant le style Art déco en vogue dans les années 1930. Un réseau de passerelles reliant les toits des immeubles devait évoquer les jardins suspendus de Babylone. L'objectif initial de Rockefeller et de ses associés était de faire du quartier le deuxième centre économique de Manhattan après Wall Street, au sud de l'île.

### La construction d'un complexe moderne
Le krach de 1929 et la Grande Dépression qu'il entraîna firent revoir les ambitions des promoteurs à la baisse : il n'était plus question de construire l'opéra ni d'agrandir le complexe au nord de la 53e rue. Malgré la crise économique, la construction du Rockefeller Center représentait le plus grand projet privé de l'époque et donna du travail à quelque 4 000 ouvriers new-yorkais. Rockefeller trouva le soutien de trois groupes de radio dans son entreprise : la Radio Corporation of America (RCA), la National Broadcasting Company (NBC) et la Radio Keith Orpheon Corporation (RKO).
L'aménagement des quatorze bâtiments de style Art déco commença le 17 mai 1930 pour s'achever le 1er novembre 1939, lorsque John Davison Jr. mit en place le rivet (en argent) final du 10 Rockefeller Plaza. Le principal entrepreneur et directeur du chantier était John R. Todd et l'architecte principal, Raymond Hood. Les deux hommes travaillèrent avec les trois plus grands cabinets d'architectes du moment, dans une équipe qui comprenait le jeune Wallace Harrison, qui devint plus tard l'architecte de la famille de Nelson Rockefeller. Le Rockefeller Center coûta la somme de 250 millions de dollars.
Les gratte-ciels sortirent rapidement du sol : le Comcast Building (anciennement GE Building) fut achevé en 1933. Les chaînes de radio CBS et NBC s’installèrent au Rockefeller Center qui fut bientôt surnommé « Radio City. » Le pionnier des relations publiques Ivy Lee, principal conseiller de la famille Rockefeller, suggéra de baptiser le complexe « Rockefeller Center » dès 1931. John Davison Jr., à l'origine, ne voulait pas que le nom de la famille fût associé au projet commercial, mais il se rangea finalement à l'argument que le nom attirerait un grand nombre de locataires. Deux théâtres furent aménagés, d'une part le Radio City Music Hall qui était le plus grand, avec près de 6 000 sièges et d'autre part le RKO Roxy ou Center Theater qui comprenait 3 509 places et qui fut détruit en 1954.
Ce qui aurait pu devenir une controverse majeure au milieu des années 1930 concernait le dernier des quatre bâtiments européens qui n'avait pas encore reçu de nom. Ivy Lee et d'autres avaient fait quelques tentatives pour louer cet espace à des sociétés allemandes et pour le nommer Deutsches Haus (« Maison de l'Allemagne »). Mais l'héritier des Rockefeller régla ce problème une fois qu'il apprit les intentions belliqueuses d'Adolf Hitler et des Nazis, et c'est ainsi que le bâtiment fut baptisé International Building North (Bâtiment International Nord).
Si les travaux furent achevés en 1939, le complexe ne fut pleinement occupé qu'à partir de 1941. Le Rockefeller Center était néanmoins à la pointe de la modernité avec ses équipements en ascenseurs et en air climatisé. L'organisation d'un réseau souterrain de rues et de galeries pour les piétons constituait également une avancée majeure dans l'histoire de l'aménagement urbain. Le Rockefeller Plaza servira ainsi de modèle à d'autres projets urbains tels que celui de Peachtree à Atlanta ou celui d'Embarcadero à San Francisco.

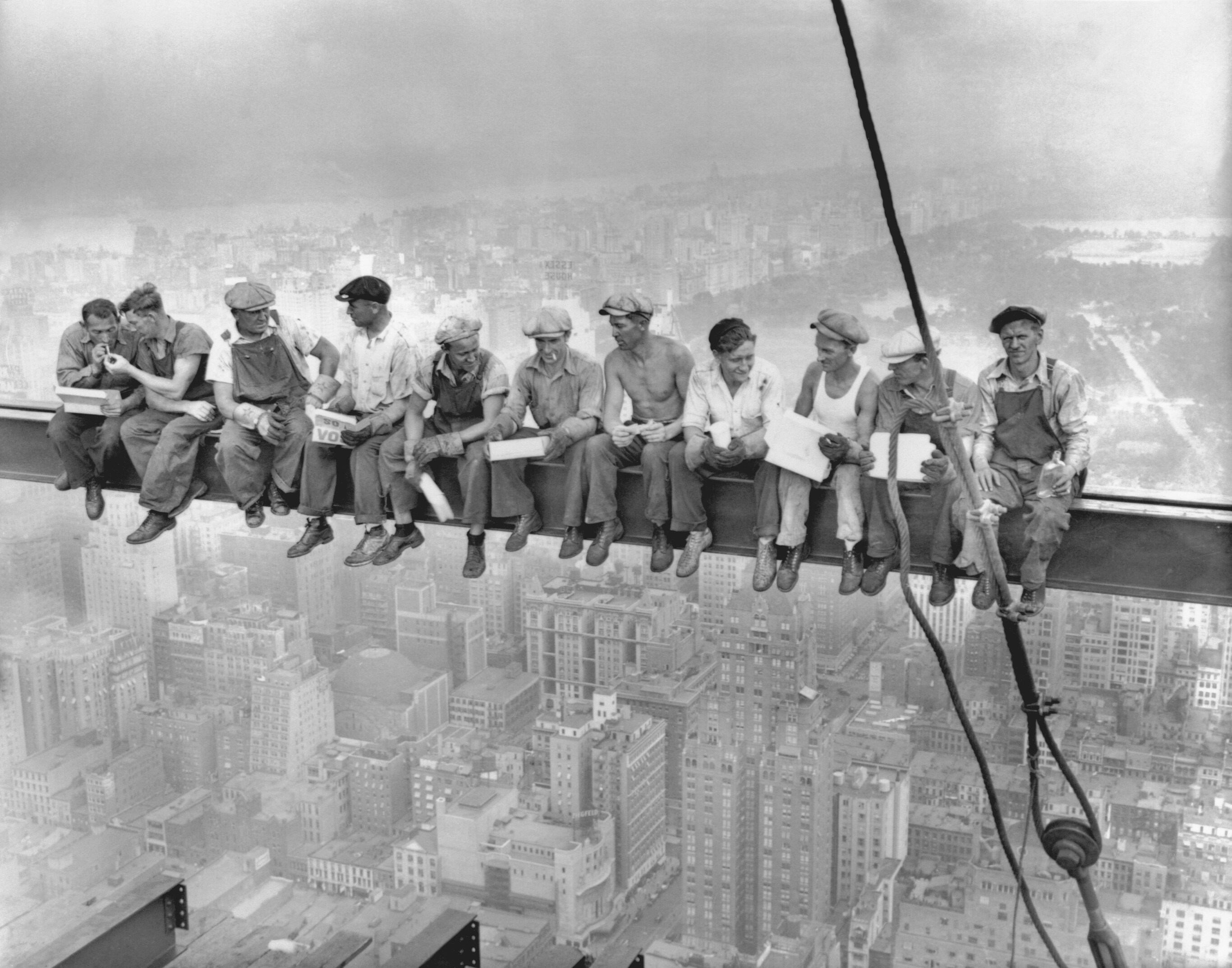
La photographie emblématique Lunch atop a Skyscraper représente des ouvriers prenant leur repas pendant la construction du Comcast Building.

### Seconde Guerre mondiale
L'International Building North abrita les locaux principaux des services de renseignement britanniques (le MI6) aux États-Unis durant la Seconde Guerre mondiale, et la Room 3603 qui devint le principal centre opérationnel des renseignements américains organisé par William Joseph Donovan. Il accueillit aussi le bureau de celui qui devint par la suite le premier directeur civil de la Central Intelligence Agency, Allen Dulles. Tous les samedis midi, la sirène d'alerte en cas de bombardement aérien retentissait du haut du Comcast Building. Parallèlement, des manifestations patriotiques étaient organisées sur la Rockefeller Plaza et une fête fut improvisée pour la libération de Paris, en août 1944.

### Le Rockefeller Center après 1945
Après la guerre, le complexe s'agrandit vers l'ouest par la construction d'un second complexe de bâtiments qui vint compléter l'original datant des années 1930. Ce nouvel ensemble se composait de quatorze bâtiments de bureaux de style Art déco. Quatre tours furent ainsi bâties le long de l'Avenue des Amériques pendant les années 1960 et 1970 (auxquels s'ajoutait le bâtiment des Lehman Brothers). Les sièges de Time-Life Building, McGraw-Hill et News Corporation/Fox News Channel faisaient partie des « nouveaux » bâtiments du Rockefeller Center qui sont à présent propriété du Rockefeller Group.
En 1989, l'ensemble du complexe du Rockefeller Center fut acheté par Mitsubishi Estate, une société immobilière du conglomérat Mitsubishi, qui fit main basse sur le Rockefeller Group. En avril 1999, la société de vente aux enchères Christie's intégra les locaux du 20 Rockefeller Plaza dont le hall d'entrée fut orné d'une peinture murale de Sol Lewitt.
Aujourd'hui, le Rockefeller Center appartient à Jerry Speyer, dirigeant de Tishman Speyer Properties et ami proche de David Rockefeller. En 2000, il racheta, avec la famille Crown de Chicago, pour 1,85 milliard de $ les quatorze bâtiments et terrains au précédent syndicat de propriétaires : Goldman Sachs (qui en possédait 50 %), Giovanni Agnelli, Stávros Niárchos et David Rockefeller, qui organisa ce syndicat en 1996 et est historiquement associé aux autres propriétaires.

## Centre des Arts déco
Le Rockefeller Center constitue un haut lieu de l’art moderne : il est parmi les derniers projets majeurs aux États-Unis à intégrer un programme d'art public. Pas moins de trente-neuf artistes internationaux travaillèrent à la décoration du complexe dans les années 1930, réalisant une centaine d'œuvres variées : des mosaïques, des statues, des hauts-reliefs ou des peintures murales,. Le sculpteur Lee Lawrie (1877-1963) est le principal artiste par le nombre de pièces. Le style utilisé est celui des arts déco qui donne au centre une touche de couleur et assure son unité artistique.

### Architecture

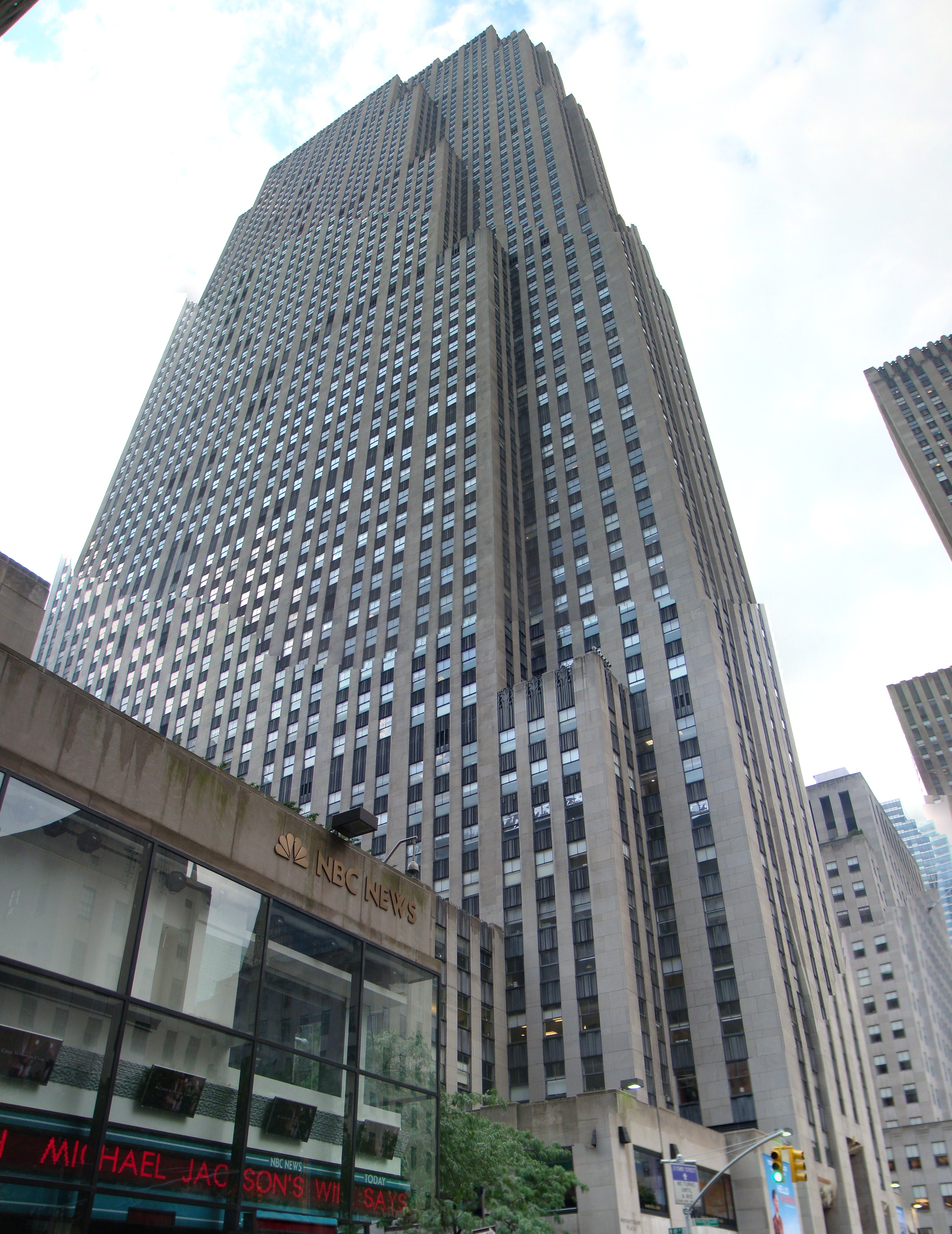
Le Comcast Building du Rockefeller Center.

Le Rockefeller Center est classé au patrimoine historique (National Historic Landmark) depuis 1988. Il constitue un ensemble remarquable de par son unité, assurée par la symétrie, par ses lignes épurées et par l’usage du calcaire gris de l’Indiana. L'ensemble n'est pas sans rappeler les objectifs du style Beaux-Arts, avec une influence du style Art déco pour son décor.
Le Comcast Building, qui s'est appelé RCA Building lors de sa construction, est le gratte-ciel le plus célèbre du Rockefeller Center. Construit en style art déco, il mesure 259 mètres de hauteur et comporte 70 étages, ce qui en fait le neuvième immeuble le plus haut de New York. Le Comcast Building, achevé en 1933, se trouve au centre du complexe voulu par Rockefeller. Il en est la pièce maîtresse par ses dimensions et sa situation au 30 Rockefeller Plaza. Son architecture est l'une des plus originales de Manhattan. Conçu comme une lame effilée, l'une de ses particularités est d'avoir un toit plat, sans flèche, ce qui le différencie des autres tours Art déco construites dans les années 1930, comme l'Empire State Building ou le Chrysler Building. Le toit plat est conçu pour ressembler au pont d'un paquebot. Les lignes verticales et les décrochements amplifient l'impression de hauteur et d'élancement, particulièrement prononcée lorsqu'on regarde l'édifice depuis la Rockefeller Plaza. La nuit, le décor noir et beige du Comcast Building est mis en valeur par un éclairage théâtral. Au sommet de l'édifice sont apposées les lettres GE pour General Electric. Les principaux matériaux utilisés dans sa construction sont le granit, le calcaire gris et l'aluminium.
Le complexe ménage également de nombreuses places ainsi que des jardins. Les jardins de la Manche (Channel Gardens) séparent le French Building (Maison française) du British Building, la Manche marquant effectivement la frontière de ces deux pays en Europe. Ils sont dominés par la « lame » du Comcast Building et furent conçus pour contrebalancer l’austérité des buildings gris du complexe. Les jardins de la Manche changent d’aspect selon la saison et les motifs floraux sont renouvelés régulièrement. Ils sont agrémentés de petites fontaines dessinées par René Chambellan. D'autres jardins sont installés sur le toit des immeubles, mais ne sont pas ouverts au public.

### Statues en ronde-bosse

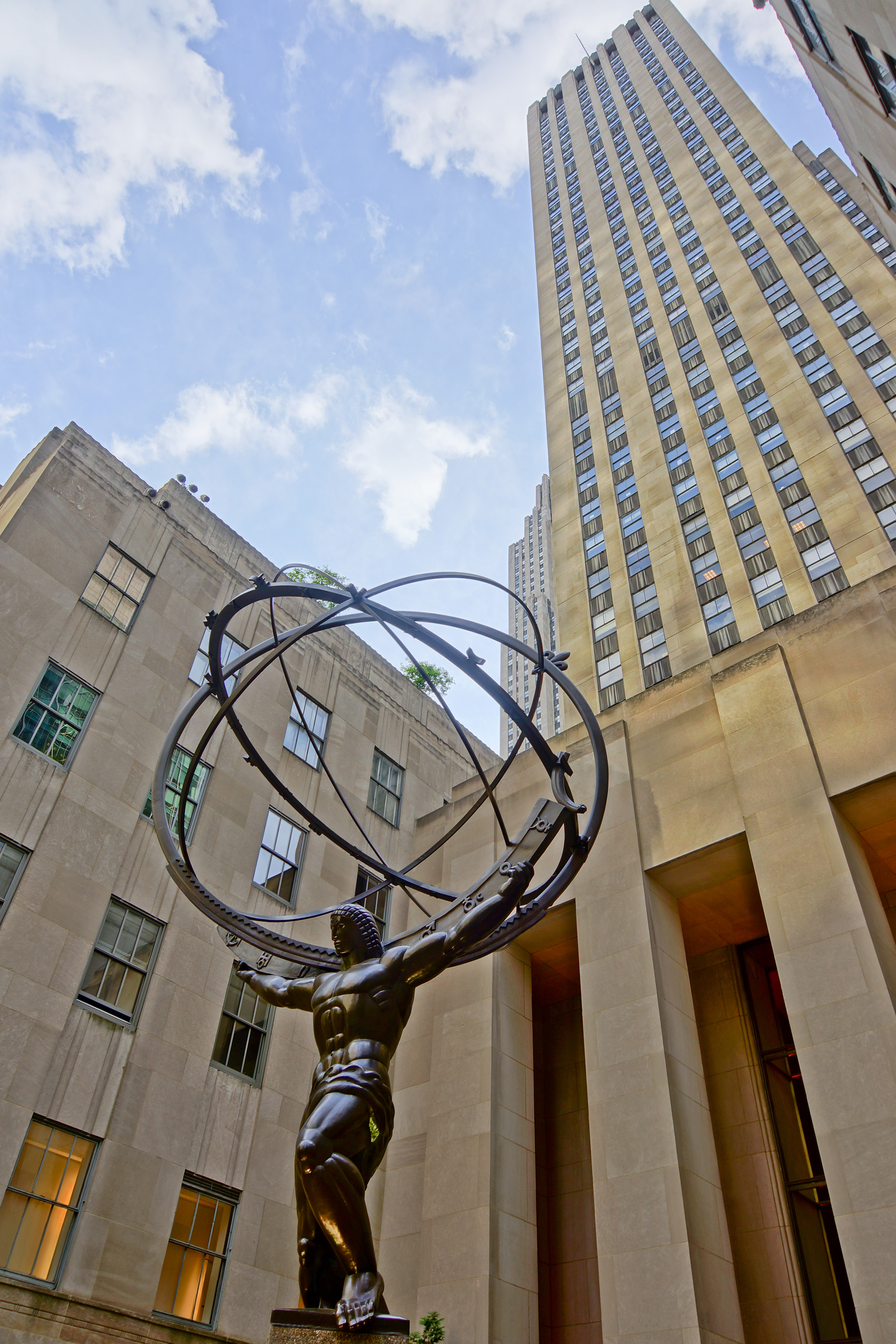
Lee Lawrie, Atlas devant le Rockefeller Center.

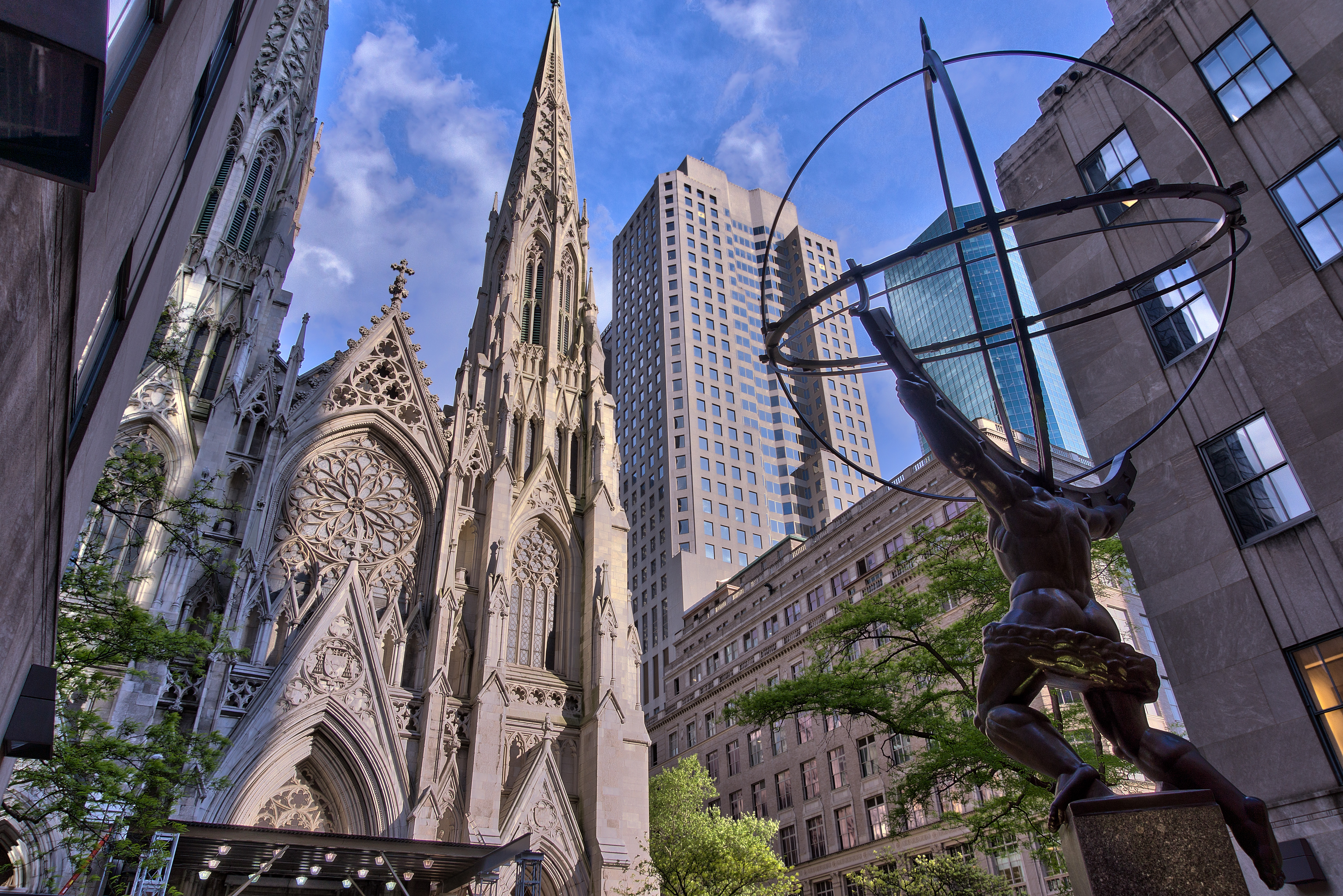
Atlas devant la cathédrale Saint-Patrick.

Les statues du Rockefeller Center forment un véritable musée de sculptures en plein air accessible à tous. Les deux statues les plus célèbres du complexe sont l’Atlas et le Prométhée.
Érigée en 1936, la statue d’Atlas fait face à la cathédrale Saint-Patrick sur la Cinquième avenue ; elle est dominée par les 38 étages de l’International Building. Le titan, à la musculature exagérée, soutient la voûte céleste sur ses épaules. Réalisée par Lee Lawrie et René Chambellan, cette statue de style Art déco est la plus imposante du Rockefeller Center.
Une autre œuvre s’inspire également de la mythologie grecque, mais symbolise encore davantage le complexe : il s’agit de la célèbre statue en bronze doré de Paul Manship, représentant le légendaire Titan Prométhée apportant le feu à l'humanité. 

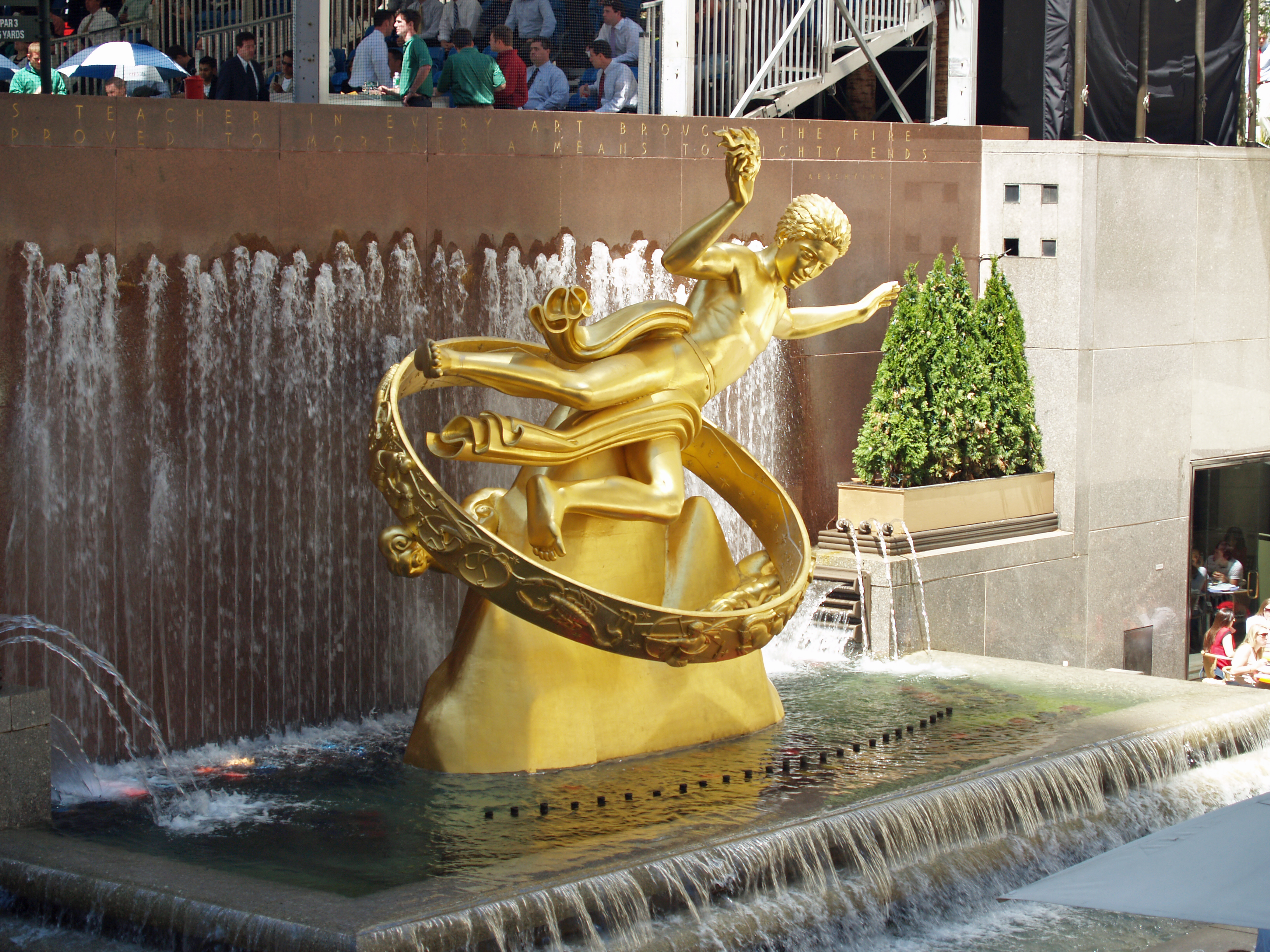
Prométhée au Rockefeller Center.

Elle occupe le centre du 30 Rockefeller Plaza et des jets d’eau la mettent en valeur. Trônant devant la silhouette élancée du GE Building, la statue pèse huit tonnes et mesure six mètres. Le modèle qui posa pour sa réalisation en 1933 fut le culturiste Leonardo Nole. Le texte d'Eschyle qui se trouve sur le mur de granite derrière la statue dit : « Prometheus, teacher in every art, brought the fire that hath proved to mortals a means to mighty ends » (« Prométhée, maître de tous les arts, apporta le feu, le plus grand bien qui soit pour les Vivants »). Bien que certaines sources la mentionnent comme l'une des quatre statues les plus connues des États-Unis, après le Lincoln Memorial, le mont Rushmore et la statue de la Liberté, Manship n'en était pas particulièrement fier.

### Reliefs, frises et mosaïques

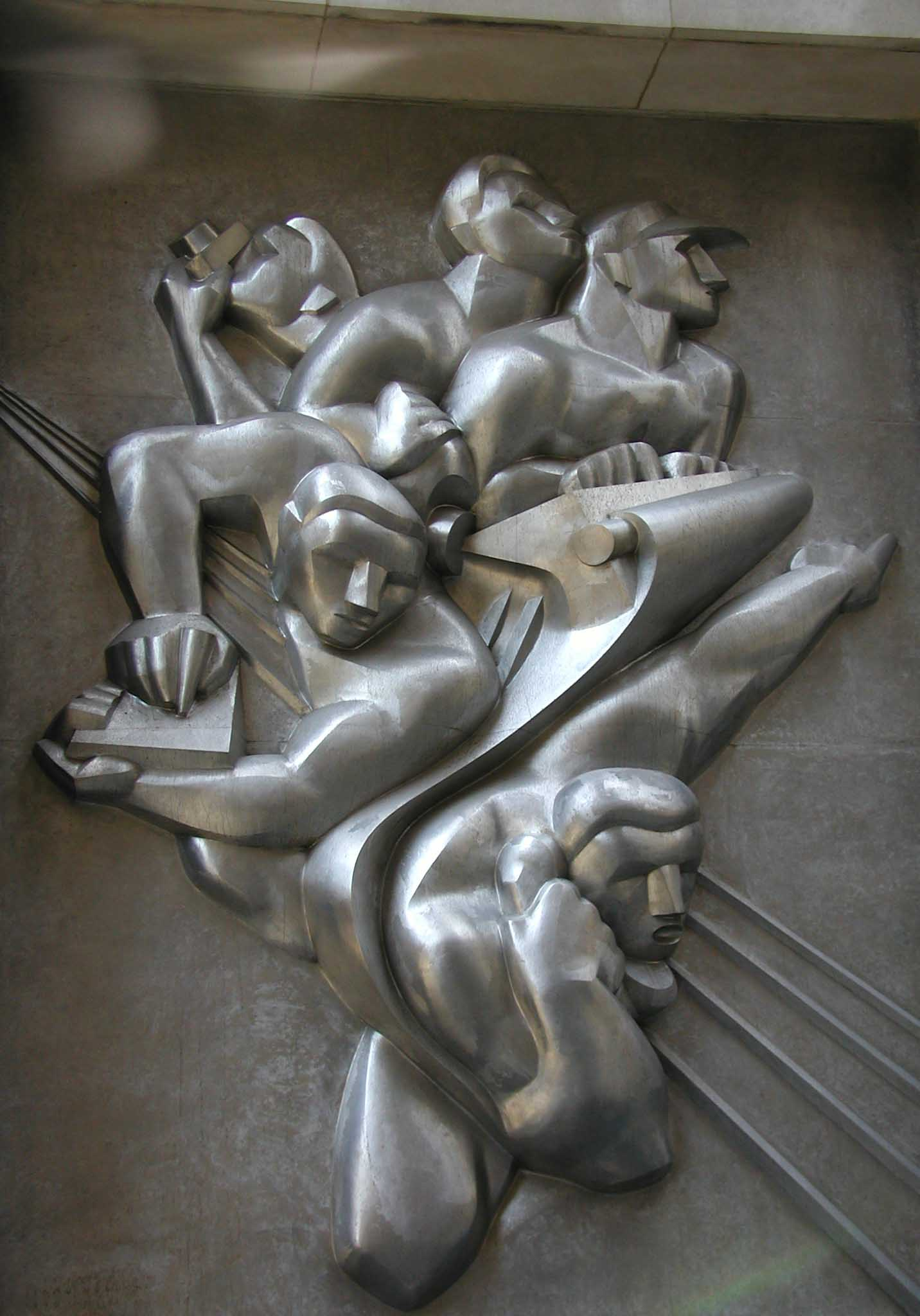
Isamu Noguchi, News, Associated Press Building.

L’ensemble des reliefs disposés sur les murs des bâtiments du complexe illustre de manière allégorique la  fonction de chaque bâtiment du Rockefeller Center. Ainsi, le bas-relief d'Isamu Noguchi, intitulé News est situé au-dessus de l'entrée principale du 50 Rockefeller Plaza (le bâtiment de l'Associated Press). À cette époque, il était le plus grand bas-relief en acier inoxydable au monde. Achevé en 1937, il figure des objets en rapport avec le journalisme (appareil photo, téléphone, machine à écrire). Au niveau de l'entrée ouest du GE Building, on peut admirer un panneau de mosaïques exécuté par Barry Faulkner (1881-1966) et mis en place en 1933. Intitulée Intelligence Awakening Mankind, l'œuvre évoque une vague de sons qui rappelle que l'immeuble abrite les studios de la NBC. Cette mosaïque mesure vingt-six mètres sur cinq et utilise un million de pièces d'émail de verre de plus de 250 couleurs différentes. La façade du Radio City Music Hall est quant à elle ornée de disques sculptés par Hildreth Meiere. Fabriqués en métal émaillé, ils rappellent aux passants les activités du lieu : L’esprit de la chanson, du théâtre et de la danse.

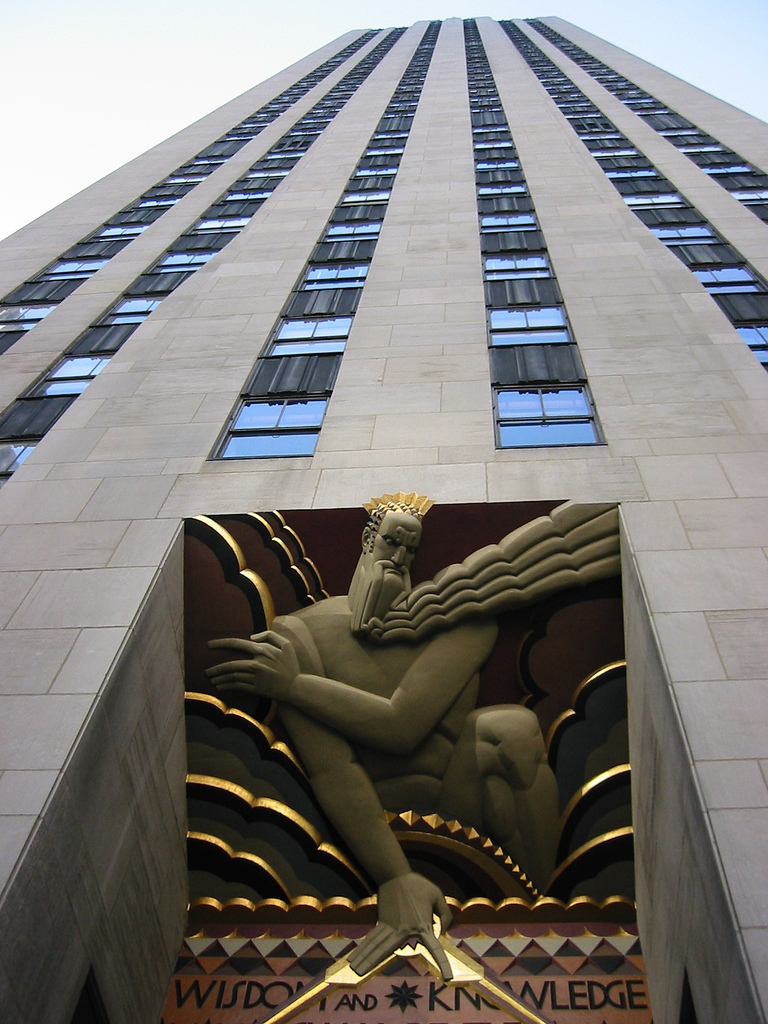
Lee Lawrie, Wisdom, GE Building.

Lee Lawrie fut le principal artiste employé à la décoration de GE Building. Il sculpta un bas-relief surplombant l'entrée du gratte-ciel. Intitulé La Sagesse (Wisdom), il donne une touche de couleur à l'imposant immeuble gris, grâce à son verre et son calcaire peint. L'œuvre est accompagnée d'une légende, inspirée d'un passage biblique (Isaïe 33:6), indiquant que « la Sagesse et la Connaissance assurent la Stabilité ». La représentation de la Sagesse, un vieil homme barbu qui dissipe les nuages de l'ignorance, s'inspire de la peinture de William Blake Jehovah. Ce bas-relief est encadré par une figuration de la lumière et du son au-dessus de chacune des portes annexes d’entrée.
Parmi les autres sculpteurs qui travaillèrent à la décoration du complexe, on peut citer Carl Milles, Hildreth Meiere, Margaret Bourke-White, Dean Cornwell, et Leo Friedlander.
Les œuvres sculptées témoignent de la vocation internationale du Rockefeller Center : cela est particulièrement visible sur l’International Building North (636, 5th Avenue). Un relief signé Leo Lentelli représente les cinq continents à son sommet. À l’entrée située sur la 50e Rue, un autre relief de Lee Lawrie met en scène « l’internationalisme passé et présent » ainsi les « quatre races du genre humain ». Les bronzes de Carl Paul Jennewein évoquent les Industries of the British Commonwealth devant le British Empire Building alors que les bas-reliefs d’Alfred Janniot célèbrent l’amitié franco-américaine devant La Maison Française. Le long de la façade occidentale du GE Building, quatre sculptures de Gaston Lachaise (1882-1935) représentent la fondation de la civilisation : l’esprit du progrès, les dons de la Terre à l’Humanité, la conquête de l’espace, le génie prenant la lumière du soleil sont exécutés dans le style art déco. La décoration intérieure de la salle du Radio City Music Hall est basée sur des formes géométriques, en verre, aluminium et chrome. L'utilisation de la couleur dorée, que l'on retrouve également sur la statue de Prométhée et différents reliefs sculptés du complexe, est une autre caractéristique du style art déco.

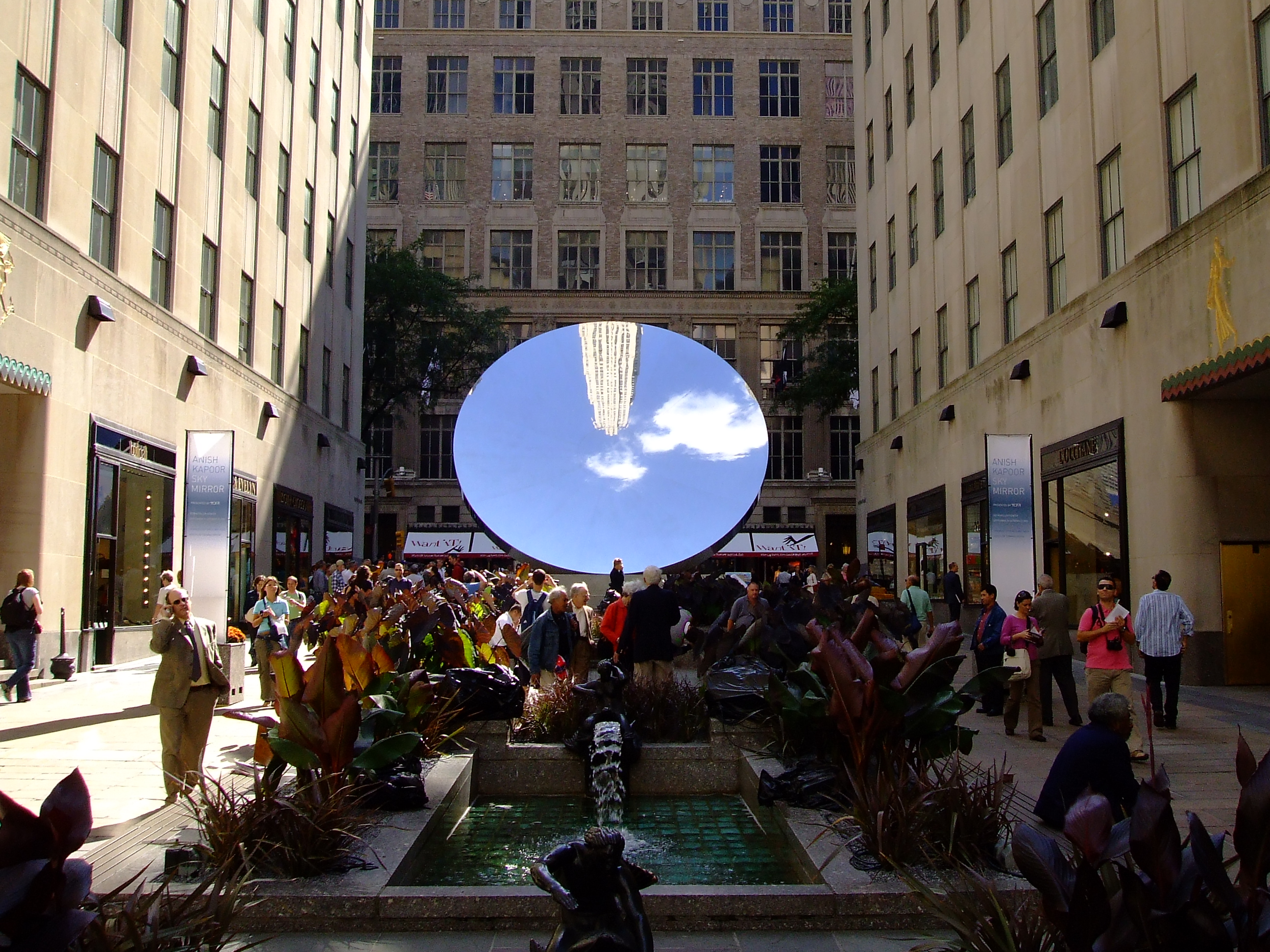
Anish Kapoor, Sky Mirror, Rockefeller Center.

Le programme architectural et artistique du Rockefeller Center se voulait résolument moderne : au 1290 6th Avenue, les fresques de Thomas Hart Benton (1930-1931) représentent des scènes de la vie quotidienne à New York. À l'automne 2006, un vaste miroir appelé Sky Mirror, a été installé au Rockefeller Center par le plasticien Anish Kapoor : il s’agissait d’un miroir de 10,6 mètres de diamètre et de 23 tonnes dont la face concave reflétait le GE Building. Signalons enfin, que le Rockefeller Center abrite l'un des sièges de la plus grande société de vente aux enchères au monde, Christie's.

### Peintures murales
Dans les années 1930, Rockefeller avait voulu employer les meilleurs artistes de son époque pour décorer l'intérieur du RCA Building. Il sollicita notamment les peintres européens Pablo Picasso et Henri Matisse, mais ces derniers ne participèrent finalement pas au projet. 
En 1932, l'artiste communiste mexicain Diego Rivera, reçut une commande de Nelson Rockefeller pour créer une fresque sur un mur de 100 m² dans le hall d'entrée du futur GE Building. Il avait précédemment exécuté une peinture murale controversée à Détroit intitulée Detroit Industry, commandée par un ami d'Abby et de John, Edsel Ford, qui devint plus tard un administrateur du MoMA.

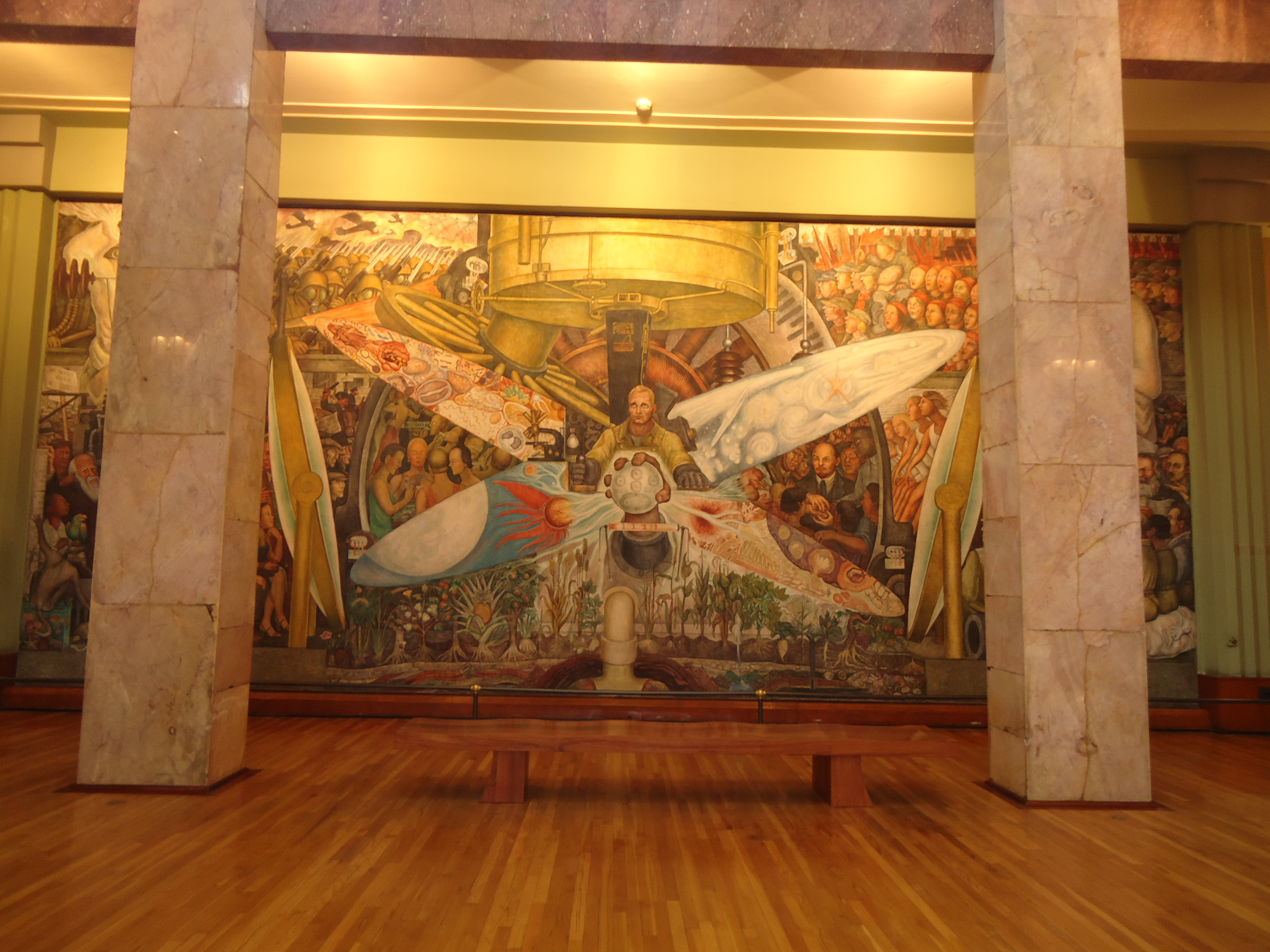
Peinture murale L'Homme contrôleur de l'univers exposée au Palais des beaux-arts de Mexico.

Cependant, ce ne fut pas une réelle surprise lorsque l'Homme contrôleur de l'univers de Rivera fit l'objet d'une controverse, parce qu'il représentait des scènes du 1er mai moscovite et un portrait clair de Lénine qui n'apparaissait pas sur les croquis initiaux. Après que Nelson eut envoyé une lettre à Rivera lui demandant de remplacer le visage de Lénine par un portrait anonyme, Rivera refusa (après avoir offert pour contrebalancer Lénine d'ajouter un portrait de Lincoln), la fresque fut donc recouverte à la demande de Nelson, qui était devenu le grand patron du Centre. Neuf mois plus tard, après de nombreuses tentatives pour sauver la fresque - y compris son éventuel déménagement au Museum of Modern Art de Abby - elle fut finalement détruite.
Rivera recréa son œuvre plus tard à Mexico dans une version modifiée, d'après une photographie prise par sa femme, Frida Kahlo ; cette version comprenait le portrait de John D. Rockefeller, Jr. La fresque du Rockefeller Center fut remplacée par une immense peinture murale de l'artiste catalan José Maria Sert, intitulée American Progress, représentant une vaste allégorie d'hommes construisant l'Amérique moderne. Elle comprend les portraits d'Abraham Lincoln et du poète Ralph Waldo Emerson, et elle recouvre le mur ouest du Grand Lobby du 30 Rock.

## Les fonctions actuelles du Rockefeller Center

### Un lieu pour les médias et la culture

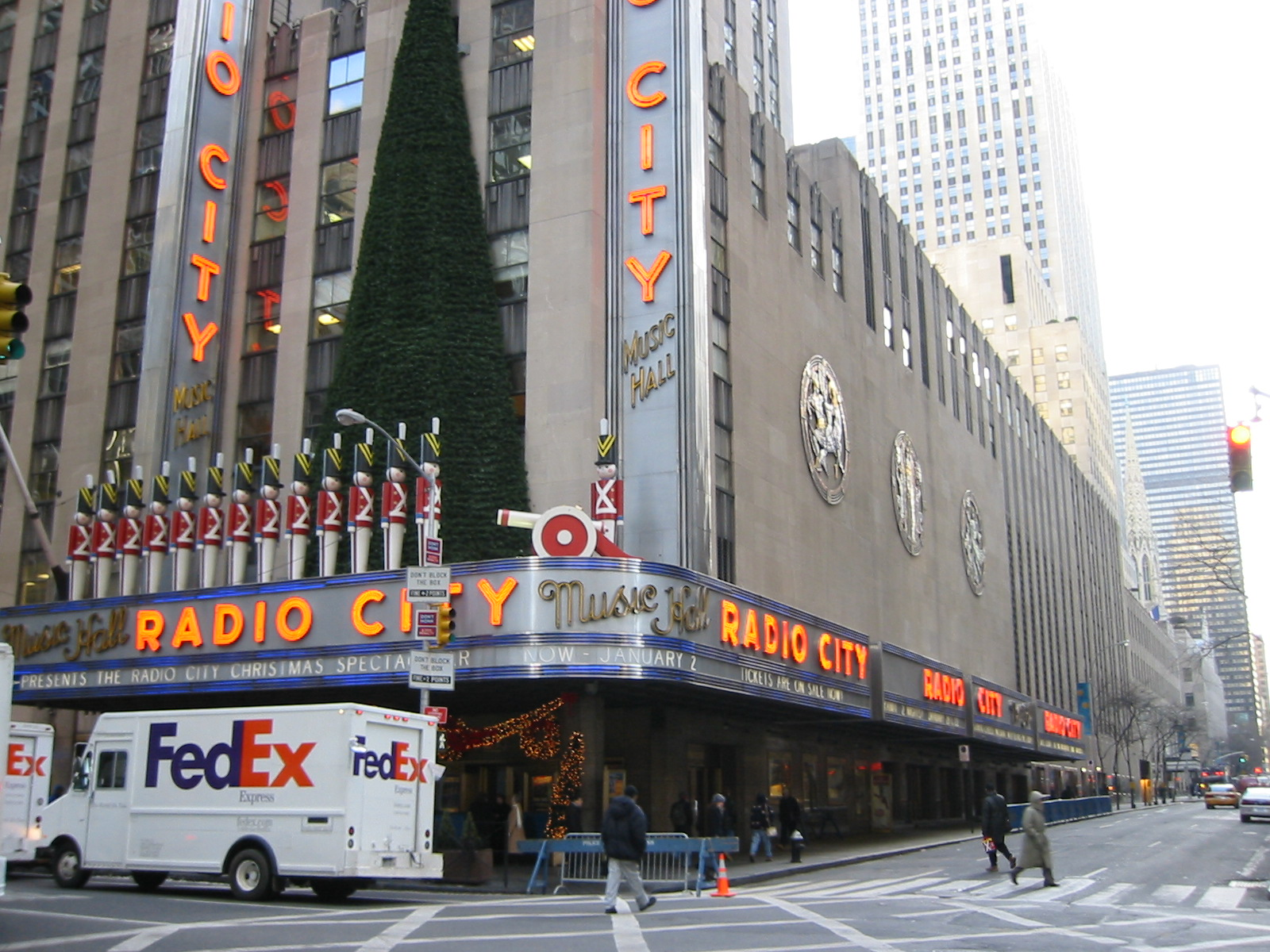
Le Radio City Music Hall
carrefour 50th Street et Avenue of the Americas.

Son nom lui vient de l'une des premières sociétés à y entrer qui fut la Radio Corporation of America, d'où le nom de Radio City et Radio City Music Hall. Le plus grand théâtre couvert américain, le Radio City Music Hall, se trouve dans le complexe du Rockefeller Center. C’est dans ce lieu que se produisent notamment The Rockettes, groupe de danse féminin qui perdure depuis 50 ans. On y organise chaque année à l’époque de Noël le Radio City Christmas Spectacular, l’un des shows les plus regardés aux États-Unis.
Le Radio City Music Hall, conçu par Donald Deskey, a été ouvert au public en 1932. À l’intérieur, on trouve une décoration basée sur des formes géométriques, en verre, aluminium et chrome. L’architecte a refusé les fioritures rococo que l’on trouvait souvent dans les théâtres de cette époque, au profit d’un style Art déco contemporain. Le Radio City offre 5 933 places assises, ce qui en a faisait le plus grand théâtre couvert au monde lors de son ouverture.
La grande scène, large de 44 mètres et profonde de 20, ressemble à un soleil couchant. Son système d’ascenseur, très sophistiqué, a été copié par l’U.S. Navy, qui l'utilisa pour les systèmes hydrauliques équipant les porte-avions de la Seconde Guerre mondiale. La légende raconte que des agents gouvernementaux surveillaient les caves de l’immeuble afin de conserver cette suprématie technologique.
Le GE Building abrite par ailleurs le siège et la plupart des studios new-yorkais de la NBC, qui était autrefois, la propriété de GE. On y trouve notamment le Studio 8H, où se déroule l'émission Saturday Night Live. Le 8H a été le plus grand studio du monde, et a été utilisé par l'orchestre NBC Symphony dirigé par Arturo Toscanini.

### Un centre très fréquenté

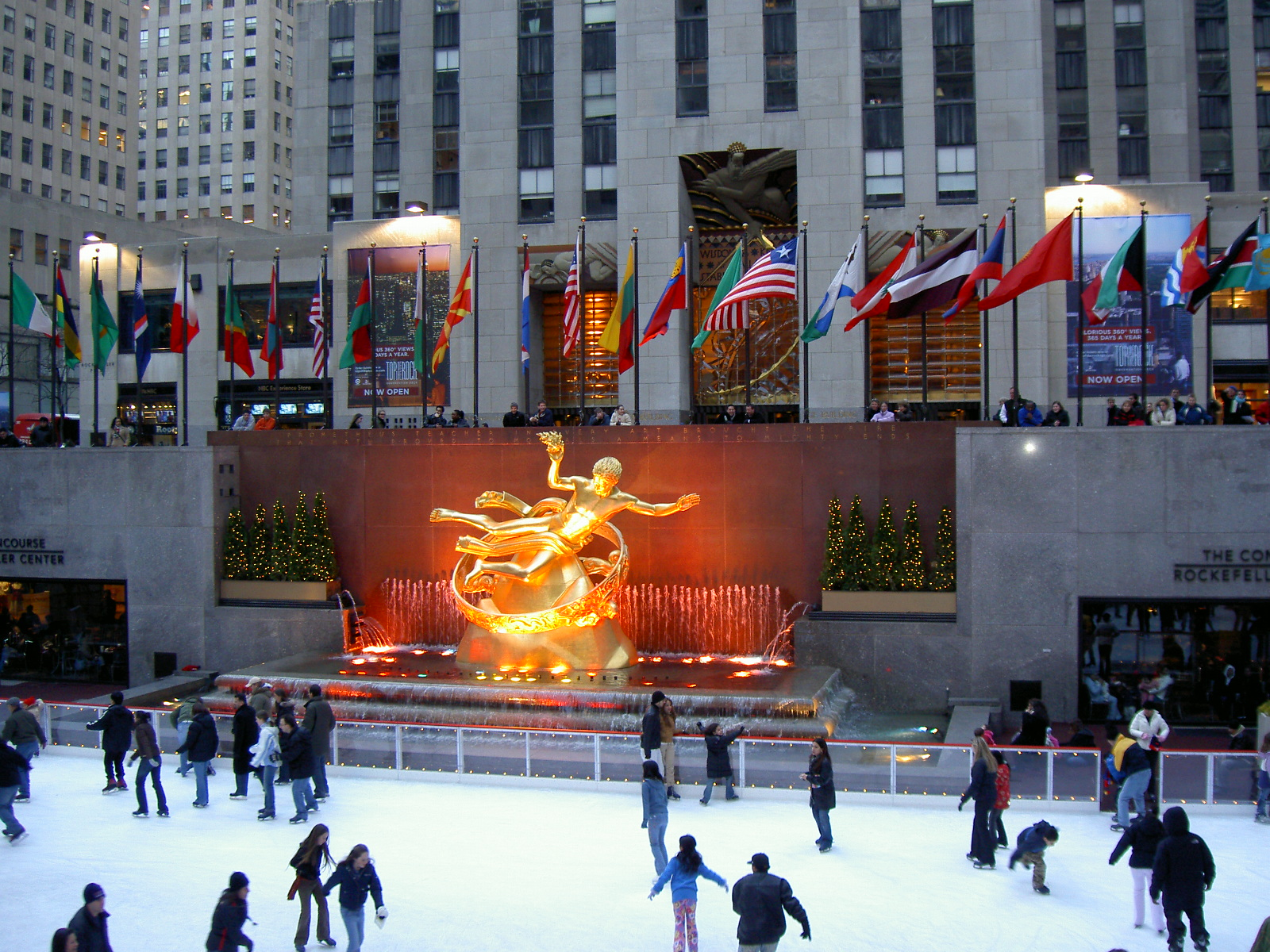
La patinoire de Rockefeller Plaza.

Plus de 65 000 personnes travaillent dans les bureaux du Rockefeller Center auxquelles s'ajoutent 200 000 visiteurs pendant la semaine. Les galeries commerciales souterraines attirent de nombreux clients et proposent toutes les grandes enseignes (Body Shop, Façonnable, L’Occitane, Nintendo World…). Un des premiers escalators mis en service donne accès à la galerie marchande à partir du hall du GE Building. Ce type de hall ouvert était précurseur à l'époque de sa construction.
La Rockefeller Plaza propose un restaurant et un bar à la belle saison et se transforme en patinoire de plein air en automne et en hiver ; ces installations sont l'un des lieux les plus fréquentés de New York depuis 1936. À la fin du mois de novembre, l'un des plus célèbres arbres de noël du monde est chaque année installée : le sapin de Noël du Rockefeller Center. Ce dernier accueille chaque année des milliers de touristes ou de New-Yorkais.
Sur le toit du Comcast Building se trouve un étage panoramique, rénové en 2005 et rouvert aux visiteurs, le Top of the Rock, qui fut construit en 1933. Les 75 millions de $ que coûtèrent sa rénovation furent financés par le propriétaire du Centre les Tishman Speyer Properties. Il s'étend du 67e au 70e étages du bâtiment et comprend une exposition multimédia présentant l'histoire du Centre. Au 70e étage se trouve la salle d'observation dominant la ville et offrant une vue panoramique à 360° de New York. Elle offre ainsi un point de vue sur New York qui rivalise avec celui du 86e étage de l'Empire State Building, même si sa notoriété n'égale pas celle de l'Empire State. Le dernier étage du GE Building est en outre occupé par un grand restaurant, qui sert aussi de salle de congrès, la Rainbow Room (Chambre de l'arc-en-ciel).

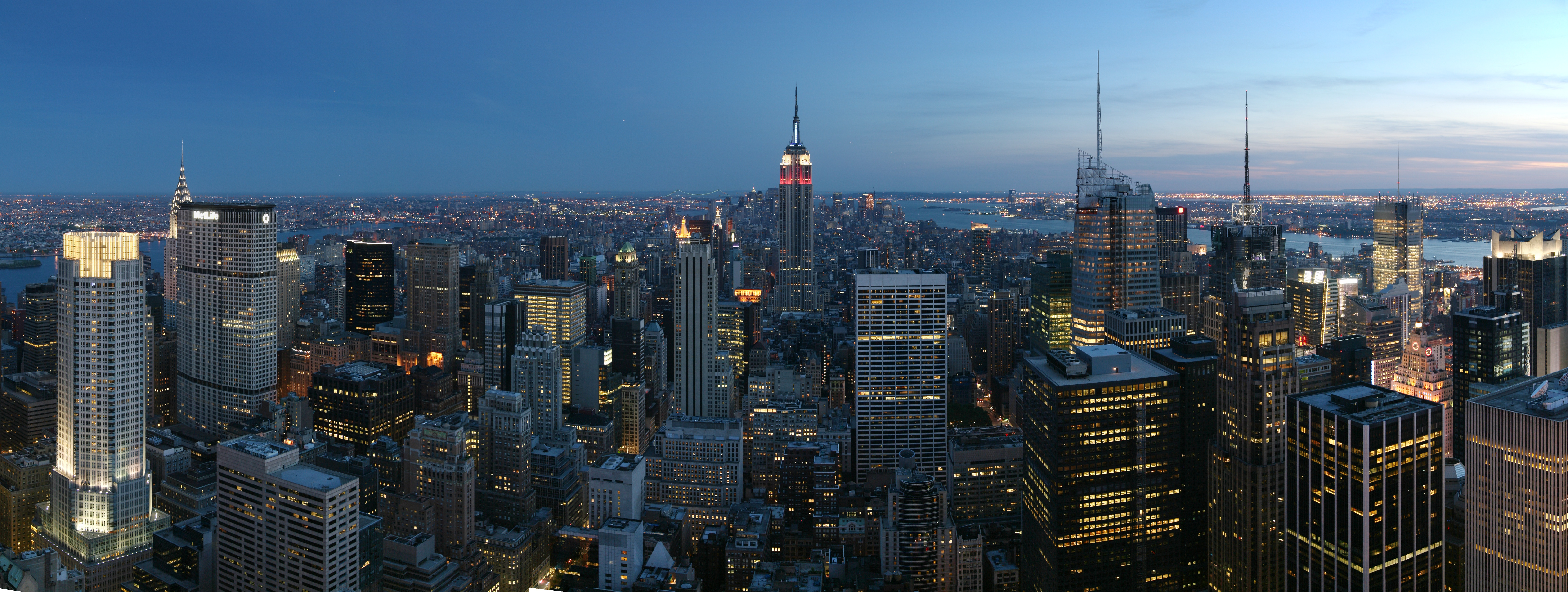
Vue de New York depuis le sommet du Comcast Building, depuis la plate-forme d'observation Top of the Rock.

## Anecdotes et événements

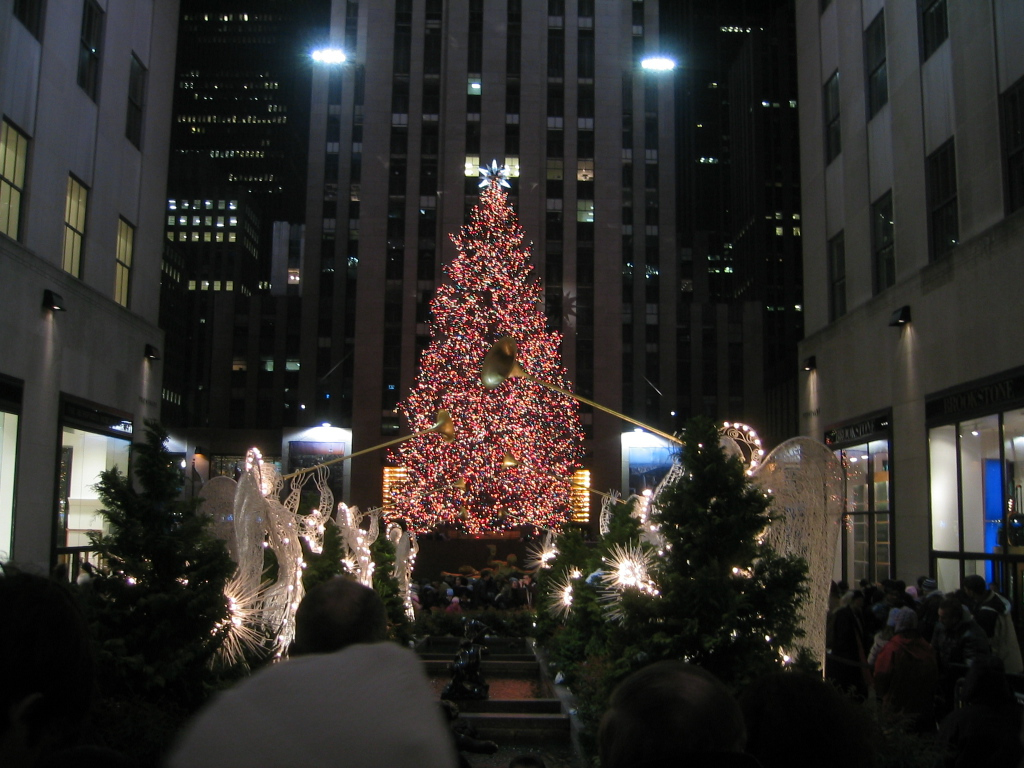
Le sapin de Noël du Rockefeller Center en 2005.

- En 1962, une plaque fut installée sur la Plaza. Elle mentionne une liste de principes auxquels John D. Rockefeller Jr. croyait, et tels qu'il les avait exprimés en 1941. Elle commence par : « I believe in the supreme worth of the individual and in his right to life, liberty, and the pursuit of happiness » (« Je crois en la valeur suprême de l'individu et à son droit à la vie, à la liberté et à la recherche du bonheur »), puis suit une liste de ses principes encensant la libre entreprise et la religion.
- Chaque année, le premier mardi de décembre, un grand sapin est solennellement allumé au cours de la Christmas Tree Lighting Ceremonie. Le premier sapin fut installé sur la Rockefeller Plaza en 1936[22].
- Événements publics annuels : 
  - Exposition de sculptures ;
  - Exposition internationale d'orchidées de New York ;
  - Salon de l'automobile de collection organisé par Christie's.

## Les bâtiments du complexe

### LeComcast Building
Le Comcast Building, gratte-ciel de 70 étages, constitue la pièce centrale du Rockefeller Center, avec une hauteur de 266 mètres. Il est localisé au 30 Rockefeller Plaza (ou 30 Rock) et s'appelait autrefois RCA Building et par la suite GE Building. L'immeuble a été rendu célèbre par la photographie Lunchtime atop a Skyscraper (« déjeuner sur un gratte-ciel »), réalisée par Charles Clyde Ebbets en 1932 sur laquelle on voyait des ouvriers déjeuner assis sur une poutre, sans la moindre sécurité.

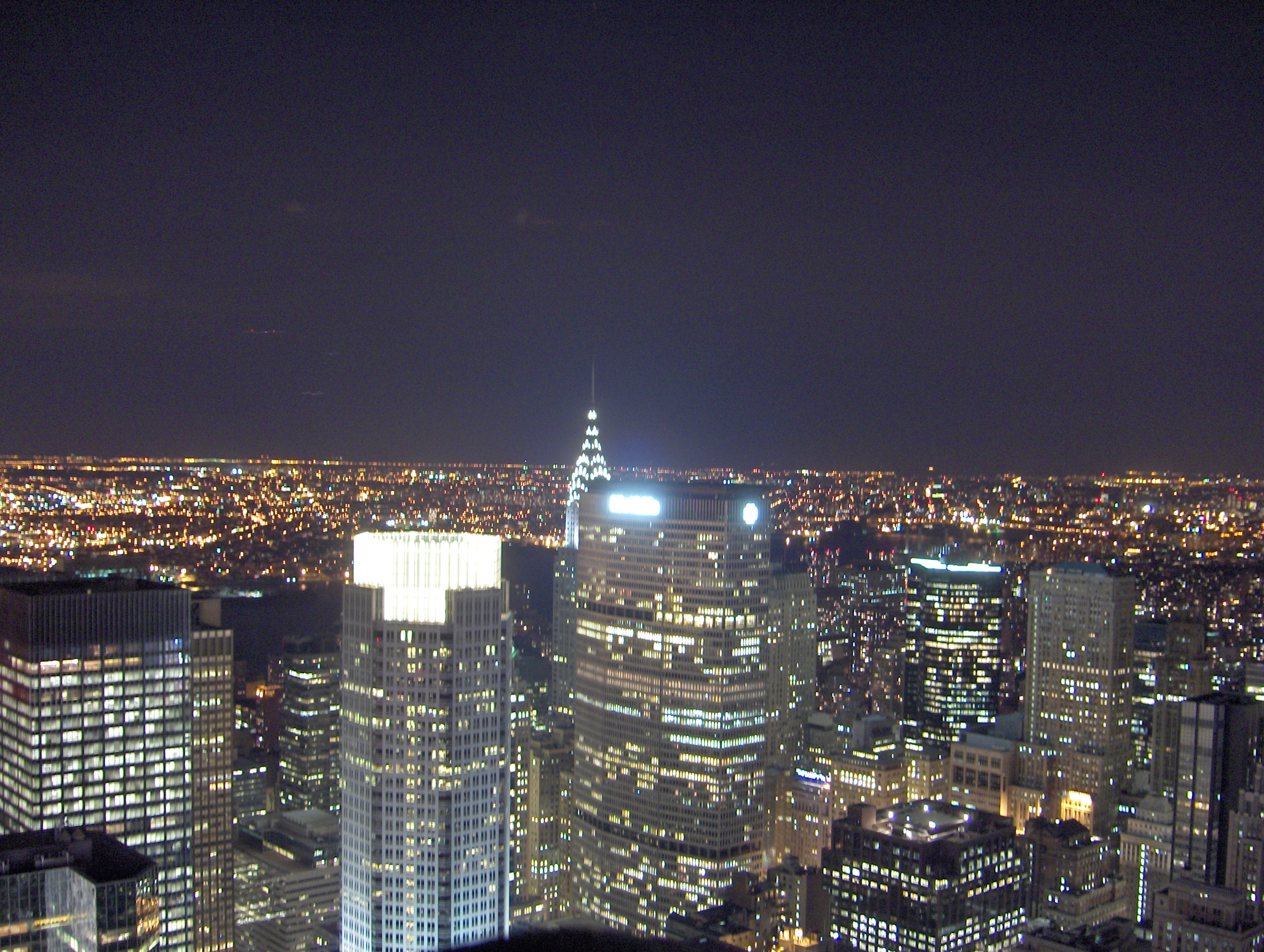
Vue nocturne depuis l'observatoire du Comcast Building.

Le bâtiment a été renommé dans les années 1980 après l'acquisition de la RCA par General Electric, qui avait contribué à sa création en 1919. Le célèbre restaurant du Rainbow Room est situé au 65e étage de l'édifice, et les bureaux de la famille Rockefeller couvrent trois étages entre le 54e et le 56e. Le gratte-ciel abrite en outre le siège de la NBC, ainsi que la plupart des studios new-yorkais de la compagnie. Ainsi, le légendaire studio 8H, où est enregistrée l'émission Saturday Night Live est situé dans l'immeuble.
Contrairement à la plupart des autres gratte-ciels Art déco construits dans les années 1930, le Comcast Building a été construit comme un bloc de pierre, avec un toit plat, où est d'ailleurs située l'une des plus célèbres plates-formes d'observation de la ville, le Top of the Rock, ce qui peut à la fois se traduire par “Sommet du Rocher”, mais également “Sommet du Rockefeller Center”, étant  donné que le nom du complexe est parfois abrégé en Rock. Le premier observatoire remonte à 1933, mais il a été récemment rénové. Les travaux, d'une valeur de 75 millions de dollars, ont été financés par le propriétaire du complexe, Tishman Speyer Properties, et se sont achevés en 2005. L'observatoire occupe un espace compris entre le 67e et le 70e étage, c'est-à-dire les trois derniers étages du GE Building. Les touristes peuvent y visiter une exposition multimédia, retraçant les étapes de la construction du complexe. Au 70e étage, accessible par les ascenseurs ou les escaliers, la plate forme offre un panorama à 360 degrés sur la ville, que seul l'Empire State Building parvient à égaler.
La Lower Plaza, située en plein cœur du complexe, est accessible depuis la Cinquième avenue en suivant les Channel Gardens ou la Promenade est située au pied du gratte-ciel. Le sculpteur Paul Manship fut engagé pour construire la statue de Prométhée, qui repose sous le célèbre sapin de noël géant qui orne chaque année la place. Mais tous les plans originels visant à l'aménagement de la place furent abandonnés progressivement. La célèbre patinoire ne fut pas ouverte au public avant noël 1936, mais elle remporta un succès immédiat auprès des habitants de la ville comme des touristes.

### Liste des immeubles

Plan du Rockefeller Center (en violet).

Les bâtiments du Centre ont une surface de planchers de 720 000 m2 le terrain sur lequel ils sont construits fait 49 000 m2, il est borné par la Cinquième et Sixième Avenue et allant de la 48e rue à la  51e rue.
- Le One Rockefeller Plaza - (130 000 m2)[27] - nommé à l'origine le Time-Life Building car son premier locataire était Time Inc., l'éditeur des magazines Time et Life.
- Le 10 Rockefeller Plaza - (26 000 m2) - nommé à l'origine le Eastern Airlines Building
- Le 30 Rockefeller Plaza Comcast Building - (261 000 m2) - nommé à l'origine le Radio Corporation of America et RCA West Buildings
- Le 50 Rockefeller Plaza - Bank of America Building - (26 000 m2) - nommé à l'origine le Associated Press Building
- Le 1230 Avenue of the Americas - Simon & Schuster Building - (63 500 m2) - nommé à l'origine le U.S. Rubber/Uniroyal
- Le 1260 Avenue of the Americas - Radio City Music Hall
- Le 1270 Avenue of the Americas - (47 500 m2) - nommé à l'origine le RKO Building, puis l'American metal Climax (AMAX)Building
- Le 600 Fifth Avenue - (37 000 m2) - nommé à l'origine le Sinclair Oil Building
- Le 610 Fifth Avenue - (12 000 m2) - La Maison Française
- Le 620 Fifth Avenue - (12 000 m2) - le British Empire Building
- Le 626 Fifth Avenue - (11 000 m2) - Palazzo d'Italia
- Le 630 Fifth Avenue - (108 000 m2) - l'International Building
- Le 636 Fifth Avenue - (11 000 m2) - l'International Building North
- Le 745 Seventh Avenue - le Lehman Brothers Building
- Le 1221 Avenue of the Americas - ex-McGraw-Hill Building
- Le 1211 Avenue of the Americas - nommé à l'origine le Celanese Building depuis renommé le News Corp. Building
- Le 1251 Avenue of the Americas - nommé à l'origine le Standard Oil [NJ] / Exxon Building
- Le 1271 Avenue of the Americas - le Time-Life Building

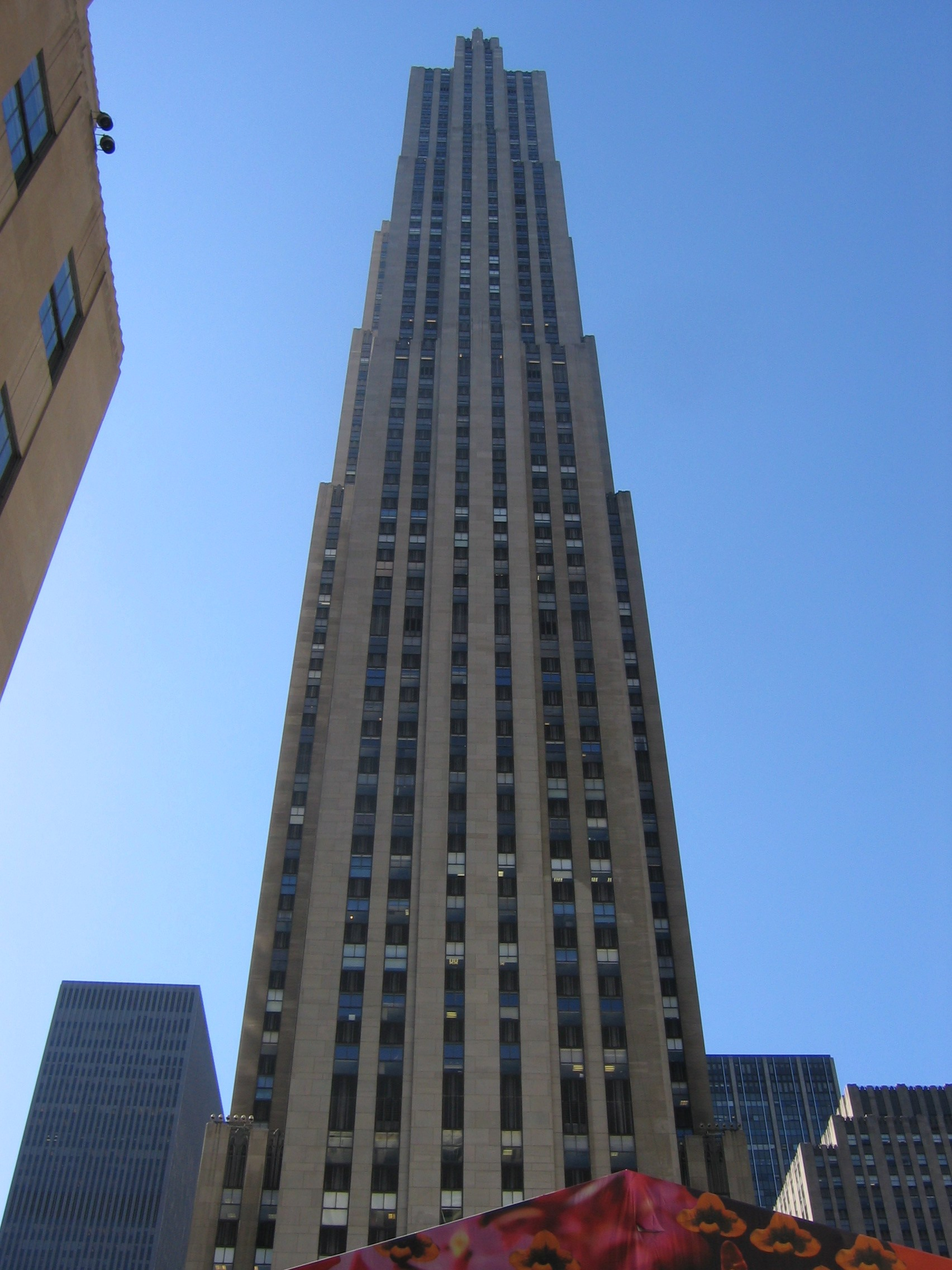
Comcast Building (30 Rockefeller Plaza).
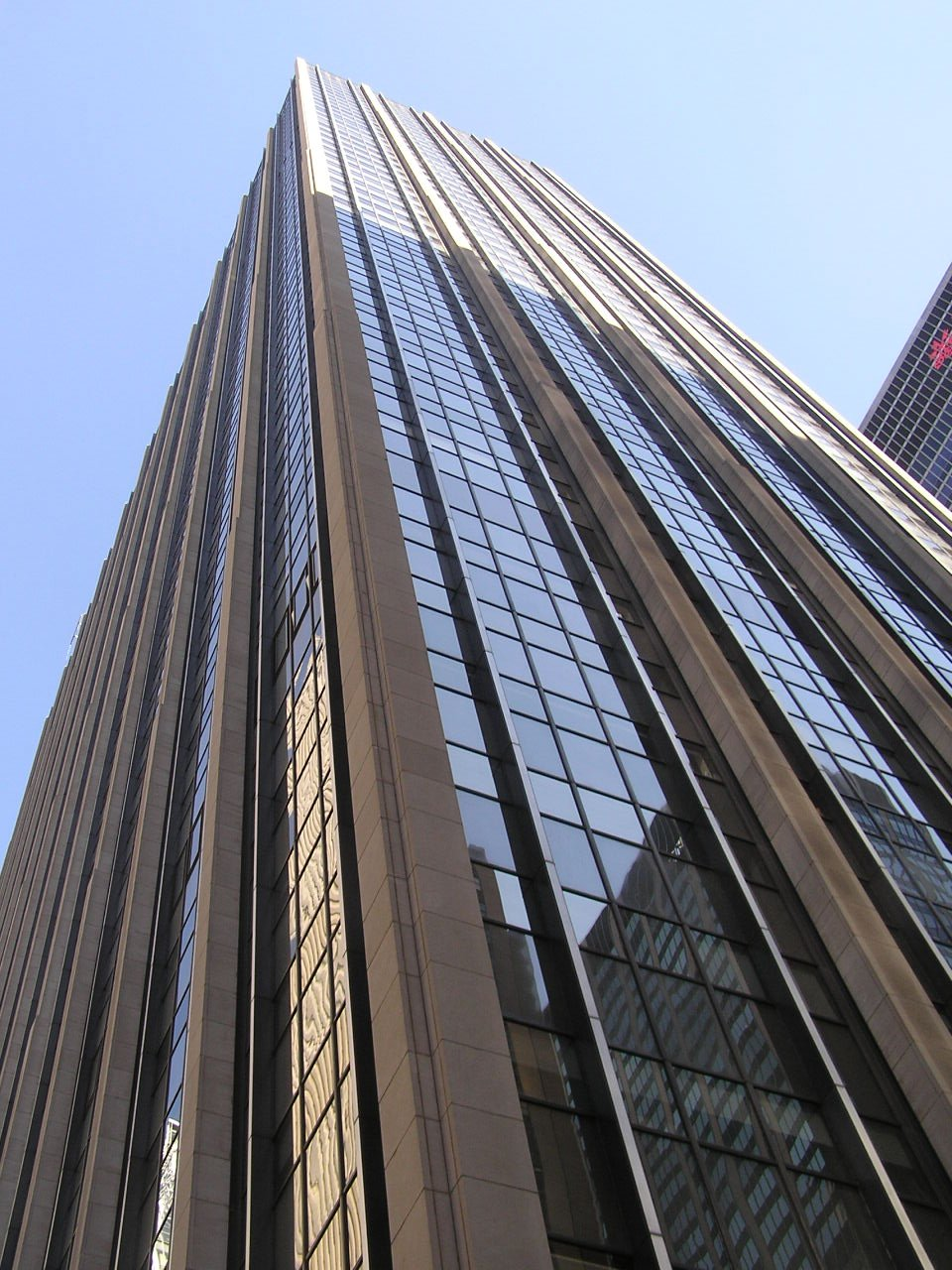
Time and Life Building.
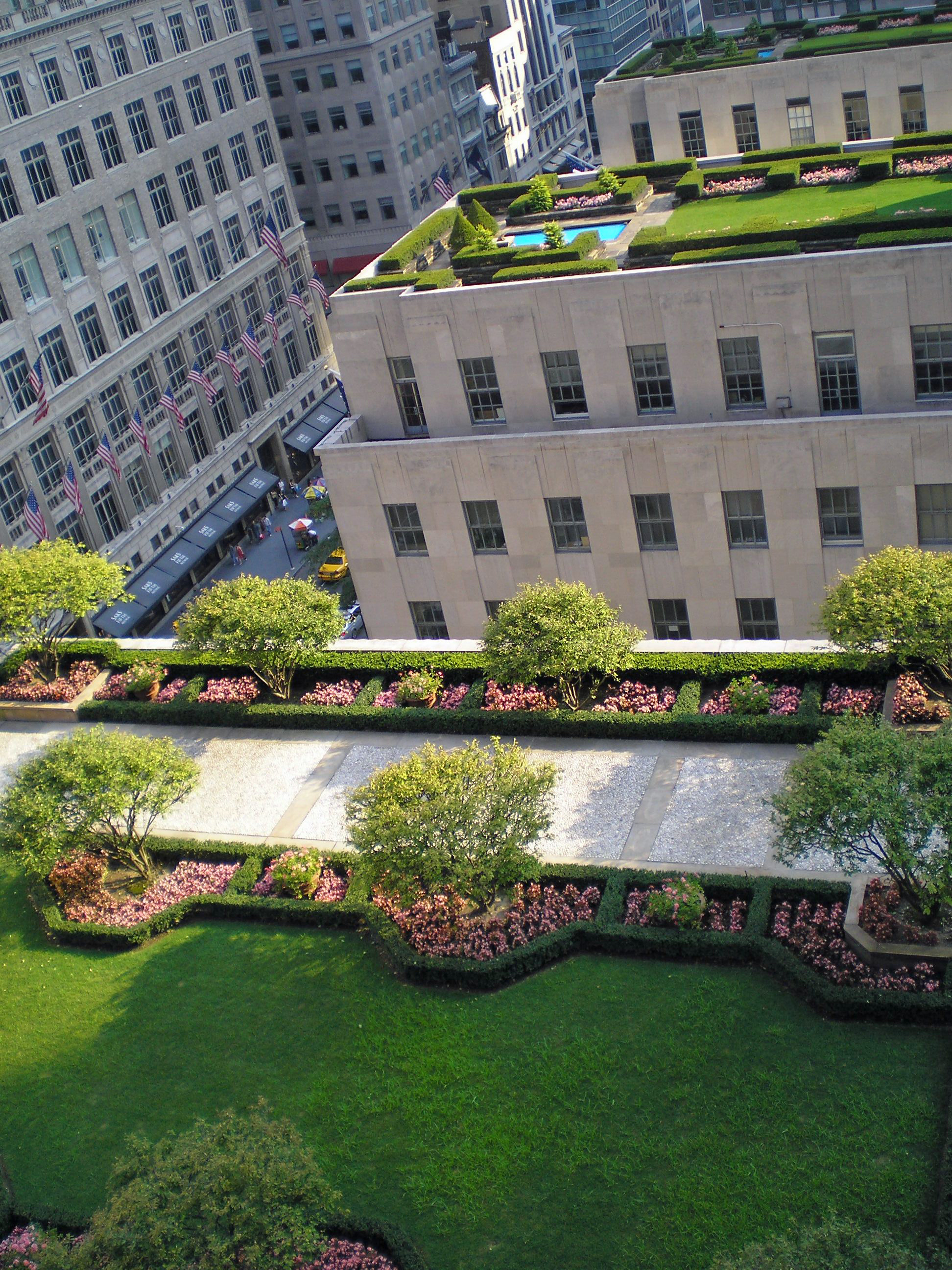
Jardins sur les toits du British Building et de la Maison française.

## Passage souterrain
L'une des parties les moins connues mais pourtant intéressante du Rockefeller Center est son complexe de passages souterrains. Cette série de galeries piétonnières s'étend de la 47e à la 51e Rue, et de la Cinquième avenue à la Septième avenue. Autour de la patinoire, l'accès se fait depuis les escaliers situés dans les halls des six bâtiments centraux. On y accède également depuis les restaurants de la patinoire par des escaliers mécaniques et par des ascenseurs situés au nord et au sud de la patinoire. Cette dernière est elle-même au niveau du passage.
La plus longue section droite du passage se trouve sous le trottoir du côté ouest de l'Avenue of the Americas. Le piéton peut y descendre en utilisant les escaliers intérieurs des Time & Life Building, 1251 Avenue of the Americas, McGraw-Hill Building et 1211 Avenue of the Americas.
Dans cette galerie, on trouve des magasins, des boutiques et des restaurants. Les parties les plus intéressantes sont le corridor en fer à cheval autour de la patinoire et les deux corridors commerciaux parallèles, sous le 30 Rockefeller Plaza. Par mauvais temps ces passages offrent un bon moyen de se déplacer au sec entre les divers bâtiments du Rockefeller Center. Le passage permet aussi d'accéder aux lignes de métro B, D, F et M le long de la Sixième Avenue, et des lignes N, R et W à l'intersection  de la Septième Avenue et de la 49e Rue. L'extrémité sud du passage débouche sur la station de métro de l'intersection de la Sixième Avenue et de la 47e Rue.